# Château de Porcé
Le château de Porcé est un ancien édifice situé à Arradon en France.

## Localisation
Le château est situé sur le territoire de la commune d'Arradon, au lieu-dit Porcé, dans le département du Morbihan en région Bretagne.

## Description
Château en moellon enduit, ouvertures en calcaire, édifice à un étage carré et deux étages de comble, toiture à longs pans à pignon découvert, noue, croupes, toit conique sur les tours. Ferme en moellon enduit, à rez-de-chaussée et comble à surcroît, toit à longs pans à pignon couvert. Colombier enduit, toit conique. Chapelle en moellon, à un vaisseau à lambris de couvrement, à toit à longs pans à pignon découvert et noue.

## Historique
Manoir attesté en 1443 appartenant à Jehan Sigalo, "demeurant en son hostel de Kervoyer". Chapelle datant peut être du XVIIIe siècle, détruite et reconstruite en 1911. Château construit en 1885 pour le marquis de La Révellière, s'appuyant sur le manoir antérieur, détruit durant la Seconde Guerre mondiale par les Allemands en 1944. Ferme et colombier datant de la fin du XIXe siècle. Colombier, chapelle et ferme conservés.
Le château est inscrit à l'inventaire général du patrimoine culturel.